# Champoussin
Champoussin é uma estância de esqui situado no Val d'Illiez no cantão do Valais na Suíça.

## Turismo
Esta estância de esqui que faz parte do domínio de esqui das Portes du Soleil está assim dedicada aos desportos de inverno e a pista de esqui mais alta parte da Pointe de l'Au que se encontra a 2 152 m de altitude. A outra pista principal é a da aiguille des Champeys e ambas são acessíveis através de telecadeiras fixas.